# Scottish Cup 1950-1951
La Scottish Cup 1950-1951 è stata la 66ª edizione del torneo. I Celtic ha vinto il trofeo per la diciassettesima volta nella loro storia.

## Formula
In ogni turno si giocavano gare di sola andata; in caso di parità si disputava un replay a campi inveriti; in caso di ulteriore parità si procedeva con i supplementari e i rigori.

## Partite

### Primo turno
Gare disputate il 27 gennaio 1951.
| Squadra 1           | Risultato | Squadra 2          |
| ------------------- | --------- | ------------------ |
| Aberdeen            | 6 – 1     | Inverness          |
| Albion Rovers       | 1 – 1     | Stenhousemuir      |
| Alloa Athletic      | 2 – 3     | Hearts             |
| Brechin City        | 3 – 2     | Berwick Rangers    |
| Dumbarton           | 0 – 2     | St. Johnstone      |
| Dundee              | 2 – 2     | Dundee Utd         |
| Dunfermline         | 0 – 3     | Clyde              |
| Duns                | 3 – 1     | Forres Mechanics   |
| East Fife           | 2 – 2     | Celtic             |
| East Stirlingshire  | 2 – 1     | Kilmarnock         |
| Falkirk             | 0 – 2     | Airdrieonians      |
| Hamilton Academical | 2 – 2     | Elgin City         |
| Greenock Morton     | 2 – 2     | Cowdenbeath        |
| Partick Thistle     | 1 – 1     | Raith Rovers       |
| Peterhead           | 0 – 4     | Motherwell         |
| Queen's Park        | 3 – 1     | Arbroath           |
| Rangers             | 2 – 0     | Queen of the South |
| St. Mirren          | 1 – 1     | Hibernian          |
| Stirling Albion     | 1 – 2     | Ayr Utd            |
| Third Lanark        | 5 – 2     | Forfar Athletic    |

#### Replay
Gare disputate il 31 gennaio 1951.
| Squadra 1     | Risultato | Squadra 2           |
| ------------- | --------- | ------------------- |
| Celtic        | 4 – 2     | East Fife           |
| Cowdenbeath   | 1 – 2     | Greenock Morton     |
| Dundee Utd    | 0 – 1     | Dundee              |
| Elgin City    | 0 – 3     | Hamilton Academical |
| Hibernian     | 5 – 0     | St. Mirren          |
| Raith Rovers  | 1 – 0     | Partick Thistle     |
| Stenhousemuir | 1 – 2     | Albion Rovers       |

### Secondo turno
Gare disputate il 10 febbraio 1951.
| Squadra 1          | Risultato | Squadra 2           |
| ------------------ | --------- | ------------------- |
| Aberdeen           | 4 – 0     | Third Lanark        |
| Albion Rovers      | 0 – 2     | Clyde               |
| Celtic             | 4 – 0     | Duns                |
| East Stirlingshire | 1 – 5     | Hearts              |
| Greenock Morton    | 3 – 3     | Airdrieonians       |
| Motherwell         | 4 – 1     | Hamilton Academical |
| Queen's Park       | 1 – 3     | Ayr Utd             |
| Raith Rovers       | 5 – 2     | Brechin City        |
| Rangers            | 2 – 3     | Hibernian           |
| St. Johnstone      | 1 – 3     | Dundee              |

#### Replay
Gara disputata il 14 febbraio 1951.
| Squadra 1     | Risultato | Squadra 2       |
| ------------- | --------- | --------------- |
| Airdrieonians | 2 – 1     | Greenock Morton |

### Terzo turno
Sei squadre hanno avuto l'accesso diretto ai quarti. Gare disputate il 24 febbraio 1951.
| Squadra 1     | Risultato | Squadra 2 |
| ------------- | --------- | --------- |
| Airdrieonians | 4 – 0     | Clyde     |
| Hearts        | 1 – 2     | Celtic    |

### Quarti di finale
Gare disputate il 10 marzo 1951.
| Squadra 1     | Risultato | Squadra 2    |
| ------------- | --------- | ------------ |
| Airdrieonians | 0 – 3     | Hibernian    |
| Ayr Utd       | 2 – 2     | Motherwell   |
| Celtic        | 3 – 0     | Aberdeen     |
| Dundee        | 1 – 2     | Raith Rovers |

#### Replay
Gara disputata il 14 marzo 1951.
| Squadra 1  | Risultato | Squadra 2 |
| ---------- | --------- | --------- |
| Motherwell | 2 – 1     | Ayr Utd   |

### Semifinali
Gare disputate il 31 marzo 1951.
| Squadra 1  | Risultato | Squadra 2    |
| ---------- | --------- | ------------ |
| Celtic     | 3 - 2     | Raith Rovers |
| Motherwell | 3 - 2     | Hibernian    |

### Finale
Gara disputata il 21 aprile 1951.
| Squadra 1 | Risultato | Squadra 2  |
| --------- | --------- | ---------- |
| Celtic    | 1 - 0     | Motherwell |

| Arbitro: | Jack Mowat |

|            |           |  |
| McPhail ?’ | Marcatori |  |